# 허버트 개리슨
허버트 개리슨(Herbert Garrison)은 《사우스 파크》 시리즈에 나오는 등장인물이다. 그의 목소리는 트레이 파커가 내었다. 개리슨은 1~8 시즌까지 개리슨 씨로 알려졌으나, 9시즌에서 그는 성전환 수술을 받아서 그가 결혼을 안했음에도 개리슨 여사가 되었다. 12시즌에서 다시 성전환 수술을 받아 남성이 된다. 시즌 19부터는 캐나다인을 비난했다는 이유로 PC 교장에게 경고를 먹고 해고당하자, 스스로 캐나다 총리가 되어서 도널드 트럼프를 죽이는 쾌거를 보였으며 나중엔 공화당 대선 후보로 출마, 시즌 20 7화에서 당선된 모습으로 등장한다. 시즌 24 1화(The Pandemic Special)에서는 천산갑과 과학자를 태우고 큰 선거를 앞두고 있다며 시민들을 집으로 보내는 것으로 묘사되었고 시즌 24 2화(South ParQ Vaccination Special)에서는 다시 예전으로 돌아와 개리슨의 활약으로 작중에서 코로나19를 멈추는 성과를 거두게 되어 다시 초등학교 교사가 되었다.
개리슨은 아칸소주에서 자랐고, 말하는 데서 남부 강세가 느껴진다. 그리고 Entity 에피소드에서 나왔듯이 덴버 커뮤니티 칼리지에서 기계공학 석사학위를 얻었다.
처음 3시즌 동안 개리슨씨는 사우스 파크 초등학교 3학년 선생님이었다. 4시즌에서 상황은 바뀌게 되었다. 그는 카트먼에게 성행위를 하자고 요청해서(실수로) 무기한으로 중지되었다. 그는 성적으로 명백한 로맨틱 소설인 '남근의 골짜기'라는 소설을 쓰려고 학교에 사직서를 제출했다. 그러나 나중에 이 책은 "허클베리 핀이후로 최고의 동성애 소설"로 불리게 되었다. 나중에 그는 동성애자란 걸 시인했고, 그는 다시 재교용과 3학년 직업을 맡으려고 하였다. 그러나 그건 학교측에서 게이를 쓸 수 없어서 거절당하게 되었다. 그는 나중에 유치원 교사로 재고용되고, 거기서 그는 성교육을 하면서 그걸 즐기게 된다. 6 시즌 마지막에 그는 4학년을 가르치던 촉손딕 선생이 죽는 바람에 4학년 교실로 올라오게 된다. 이와 대조적으로 순진한 많은 사우스 파크의 성인들은, 개리슨을 냉소적인 등장인물 중 한 사람으로 여기고 있다.

## 성격
선생으로써 볼때, 개리슨은 초등학교 선생으로써 완벽하게 쓰레기이다. 개리슨은 일정하게 괴상한 과목을 가르친다(예를 들어서 8일 동안 바나비 존스 비디오를 틀어주는 거랑, 1972년에 왜 처비 체커가 비틀즈를 탈퇴했는가 하는 이야기들). 게다가, 개리슨은 때때로 스탈린과 공산주의와 같은 아이들에 이해하기에는 좀 어려운 주제를 가르친다. 똑같이, 그는 그가 가진 견유학파적인 성격에도 불구하고 성실하게 그의 일을 즐기는 것으로 보인다.
또한 "Go God Go XII" 에피소드에서 볼 수 있듯이, 개리슨은 학교에서 진화론을 가르치기를 거부한다.

### 성적 정체성
| “ | 얘들아, 여기에는 게이들과 개리슨 선생님과는 커다란 차이가 있단다. 내말 알겠니? | ” |
|   | — 셰프                                                                         |   |

비록 이 시리즈에서는 삼가는 걸 인정하지만, 개리슨은 광범위한 정신적 고통을 겪고 있는데, 눈에 띄는 부분이 이중인격이다. 개리슨은 항상 미스터 햇이라고 불리는 꼭두각시 인형을 들고다니는데, 미스터 햇은 그의 일종의 호전적인 반쪽을 나타내고 있고, 또한 그의 내부갈등을 표현한다. 이건 미스터 햇, (그리고 그 후 미스터 트윅) 은 개리슨이 억누른 동성애적인 감성을 드러내고 있다. 비록 개리슨이 완고하게 자신이 게이라는 것을 부정한다 할지라도, 그는 미스터 햇을 통해서 자인하고 있다. 그리고 그의 셔츠에 있는 분홍 넥타이가 보여주는 대로, 미스터 트윅 역시 게이이다.
4학년으로 개리슨 선생이 올라오면서, 그는 꼭두각시 인형보다, BDSM 기질이 있는 미스터 슬레이브를 조수와 애인으로 삼고, 4학년 애들에게 미스터 햇이 너무 늙었다고 말했다(비록 카일이 미스터 햇이 2년밖에 늙지 않았다면서 주장하더라도 말이다.). 개리슨은 슬레이브와 학교에서 짤려서 100만 달러짜리 소송을 걸어서 돈을 벌 생각을 하고 있었으나, 그러나 쉐프를 제외하고, 사우스 파크의 모든 성인들은 그것에 대해 문제가 있는 것처럼 보이지 않아서 그에게 "용감"하다고 칭친해줘서 개리슨은 실망했다.
개리슨의 성적 정체성의 변화는 문제의 근원이다. 그가 종종 낡은투의 동성애적 기질을 보여주지만, 꽤 긴시간 개리슨은 여자쪽으로 변해갔고, 동성애자 쪽으로 다가 가는것처럼 보였다. 그러나, 그건 그건 그 자신의 동성애 추세를 위한 극복하기 위한 것처럼 보이고, 그는 4 시즌에 커밍아웃을 해버렸다. 그러나 여전히, 그의 감정과 심리학적인 문제의 표시가 나타났는데, 개리슨은 계속 연속적인 감정 및 심리학 문제의 표시로, 그는 동성애를 싫어하는 말을 계속한다. 개리슨은 또한 아버지가 성추행을 안한 것이, 그를 사랑하지 않는다고 여긴다. 개리슨의 아버지는 그의 아들의 생명을 구하기 위해서 성행위를 하려고 하지만, 그는 케니 G를 그의 아들방으로 올려보내서 그와 성행위를 하게 만들고, 개리슨은 아버지를 좋아하게 된다. "An Elephant Makes Love to Pig" 에피소드에서, 개리슨이 카트만의 돼지와 성행위를 했다는 것이 함축적으로 나타나고 있다.

### 차별
개리슨은 명백히 인종차별주의자로 나타난다. 매번 크리스마스때마다 그는 사우스 파크에서 멕시코 인들을 다 쓸어버리자는 소원을 낸다(정확하게 그가 멕시코인들에 관하여 무엇이 싫은지 나타내지 않는다). "Here Comes the Neighborhood" 에피소드에서, 개리슨은 부유한 흑인 가족 혹은 부자들이 사우스 파크로 오는 것에 대해서 강력하게 적의를 표하고(떠날 시간이라는 의미로 거대한 소문자 t를 태우고, 다른 사람들에게 유령복장을 입히도록 설득을 하고), 그들을 몰아내려고 한다. 개리슨은 마을 주민들에게 이건 부와 가난의 싸움이라고 도와달라고 설득하지만, 결국에는 부유한 흑인들이 떠나고, 그는 에피소드의 맨 마지막에서 그의 의향은 순전히 인종차별적인 것이었다고 적혀 있다. 다른 에피소드에서 개리슨은 KKK단의 미팅에 참석하게 되는데:그가 말하길"난 KKK단이 아니라, 미스터 햇이 그래" 라고 말하고, 백색 두건을 쓴 미스터 햇을 보여 주었다.
또한 개리슨은 다른 종교나 문화에 대해서도 비관용적이다. "Mr. Hankey's Christmas Classics" 에피소드에서 개리슨은 이슬람, 힌두교, 신토를 믿는 이들에게 크리스마스를 강요한다.

## 미스터 햇
미스터 햇(Mr. Hat[모자선생])은 처음에는 개리슨 선생이 학습을 도와주는 간단한 꼭두각시 인형으로 보였다. 그러나, 미스터 햇은 나중에 전혀 꼭두각시 인형처럼 안보이는 자율성 있게 행동을 하고, 그리고 미스터 햇은 아주 확실하게 미스터 햇과 개리슨간의 자치권을 가지고 있는 것처럼 보인다. "Chef Aid" 에피소드에서, 미스터 햇은 차를 운전해서 개리슨과 셰프를 구해준다. 미스터 햇은 개리슨 선생의 눈을 움직일 수도 있고, "Summer Sucks" 에피소드에서 나오는 미스터 켓츠의 정신상담소(코미디 센트럴의 다른 시리즈)에서 켓츠는 미스터 햇이 개리슨의 동성애자적인 측면이라고 말한다. 개리슨은 그것을 부인하고, 캣츠는 그 점을 강조할 수가 없었는데, 그건 그가 거대한 신형 폭죽에 의해서 목숨을 잃었기 때문이다. 나중에 미스터 햇의 자유 의지가 "Worldwide Recorder Concert" 에피소드에서 나타나는데, 그 에피소드에서 미스터 햇은 미스터 맥키를 때리게 된다. 또 극장판 사우스 파크에서 사탄은 미스터 햇을 집게 되는데, 미스터 햇은 사담 후세인을 대신하게 된다. 사탄이 미스터 햇과 말하는 것은 개리슨이 말하는 것과 거의 유사하다.
미스터 햇은 "Chef Goes Nanners"에서 인종차별주의자로 나오는데, 에피소드에서 그는 사우스 파크 쿠 클럭스 클랜 지회의 회원으로 나오게 된다. 개리슨은 그가 인종 차별 주의자가 아니라고 말하지만, 한가지 확실한 것은 미스터 햇이 클랜 모임에 간 것이 혼란스럽다는 것이다(그리고 미스터 햇이 개리슨의 손에서 사라진 것과, 나중에 집회에서 보인 것과, 그가 1개의 자치 단체를 이끌고 있다는 점에서 충격을 던진다). 그의 인종차별주의는 개리슨이 다중 인격 장애가 있는 것이 아닌가 의심되는 것처럼 보인다.
시즌 14 "200" 에서는 카트먼의 복화술로 만들어낸 미치 코너와 얘기를 하는 것을 볼 수 있다. "201" 이후 더 이상 나오지 않다가 스페셜 "South ParQ Vaccination Special"에서 미스터 서비스가 디지털 편집에 조종당해 미스터 햇으로 부활한다.

## 미스터 트윅
미스터 트윅은 미스터 개리슨과 짧은 기간을 같이 보냈다. 미스터 트윅은 "Summer Sucks"에서 미스터 햇을 대체한 것으로 소개된다. 미스터 트윅은 잔가지에 보라색 셔츠에다 분홍색 넥타이를 하고 있는 것으로 보인다. 그가 마지막으로 나온 "Chef Aid"에서 나온 그의 목소리는 미스터 햇과 거의 같지만, 프랑스 강세가 섞여져 있다. 미스터 트윅은 개리슨의 3학년 수업에서 아이들로부터 좋은 반응을 얻지 못했다. 애들은 되풀이해서 미스터 햇이 언제 돌아오느냐 물었다.
비록 개리슨이 항상 미스터 트윅이 미스터 햇보다 더 좋은 선택이라고 보증하지만, 개리슨은 "Chef Aid" 에피소드에서 그를 감옥에서 꺼내준 미스터 햇을 더 좋아하게 된다. 미스터 트윅은 자신에게 있는 마음을 버리라고 개리슨에게 충고하고 더 이상 보이지 않았다.

## 개리슨 여사
9시즌의 첫 에피소드인 "Mr. Garrison's Fancy New Vagina" (2005년 5월 9일 방영)에서, 개리슨은 성전환 수술을 통해서 허버트 개리슨 여사가 되었는데, 여기서 "Mrs."는 결혼한 여자에게 쓰는 건데, 개리슨은 결혼을 하지 않았기 때문에 이것은 좀 부적절하다고 볼 수 있다. 그리고 여자처럼 가슴을 넣긴 넣었지만, 그녀는 남성적 특징인 대머리와, 남성적인 목소리를 가지고 있다. 그녀는 수시로 약간 여자답지 않는 방법에서 여성스러움을 주장한다.
개리슨 선생의 성전환 수술은 그녀가 남자였을 때 여자역을 하던 미스터 슬레이브와의 우정의 종말을 고했다. 개리슨은 또한 성전환 한후에 월경을 한 적이 없어서 그녀가 임신했다고 믿게 되었다. 그러나, 그는 생물학적으로 여자가 아니기 때문에 임신도, 월경도, 낙태도 할 수 없다. 다른 등장인물들과 같이 "Mr. Garrison's Fancy New Vagina" 이후로는 잘 나타나지 않았다. 그러나 "Follow That Egg!" 에피소드에서 개리슨 여사는 중요한 역할을 맡게 된다. 에피소드에서 개리슨 여사는 게이들의 결혼에 대한 입법을 반대하는 입장에 서게 된다.
하지만 열한번째 시즌의 "D-Yikes" 에피소드에서, 개리슨은 레즈비언이 된다. 하지만 이는 그리 오래 가지 않았고, 열두 번째 시즌의 "Eek, A Penis" 에피소드에서 개리슨은 다시 남성으로 성전환을 한다.